# Bernice Eddy
Bernice Elaine Eddy (Glen Dale, 1903-1989) fue una microbióloga estadounidense conocida por sus investigaciones sobre los poliomavirus, particularmente del SV40 ,junto con Sarah Stewart, y por su papel durante el incidente Cutter.

## Biografía
Hija de un médico, nació en 1903 en Glen Dale (Virginia Occidental), aunque a los cinco años se mudó a la cercana localidad de Auburn. Tras la muerte de su padre su familia se trasladó a Marietta (Ohio), donde en 1924 obtuvo el título de Bachelor of Arts en bacteriología, en el Marietta College. Pasó después a la Universidad de Cincinnati, donde logró el Master of Science en 1925 y el doctorado en 1927, con una tesis sobre el neumococo. Comenzó a trabajar para el Servicio de Salud Pública de los Estados Unidos en 1930 y cinco años más tarde fue transferida a la sede central de los Institutos Nacionales de Salud (NIH) en Bethesda (Maryland) al departamento dedicado a controlar la calidad de las vacunas. En 1944 fue nombrada jefa de la unidad sobre la vacuna contra la gripe. Se casó en 1938 con el también bacteriólogo de los NIH Jerald G. Wooley, quien murió en 1954.
En 1954 se vio involucrada en el incidente Cutter. Eddy estaba dedicada a la investigación sobre la vacuna contra la poliomielitis desarrollada por Jonas Salk y observó que esta contenía virus vivos y capaces de producir la enfermedad en monos. A pesar de avisar a su supervisor, la vacunación siguió su curso y provocó miles de casos de poliomielitis en niños, de los cuales murieron diez. A raíz de este suceso, Eddy y todo el equipo fueron sustituidos. Su colaboración son Sarah Stewart comenzó en 1956 en un estudio sobre los tumores de la glándula parótida en ratones. Ya en 1959 se referían al agente causal como un virus al que llamaron poliomavirus SE (por las iniciales de los apellidos de las dos científicas), aunque actualmente es conocido como poliomavirus murino.
Por otra parte, Eddy también descubrió el papovirus SV-40, con potencial oncogénico en las células de riñón de mono de los cultivos que usaba como control en sus investigaciones sobre vacunas. Su supervisor la reprendió duramente al comunicar el hallazgo en 1960 sin su consentimiento. Maurice Hilleman informó al poco tiempo de la existencia de este virus y le dio su nombre, que significa simian virus 40. Eddy continuó trabajando en laboratorios cada vez más pequeños hasta su jubilación en 1973. Falleció en 1989.

## Incidente Cutter
En 1954, los NIH le pidieron a Eddy que realizara pruebas de seguridad para un lote de vacuna inactivada desarrollada por Jonas Salk para Cutter Laboratories. La vacuna antipoliomielítica inactivada de Salk era una vacuna de virus muertos que se iba a utilizar en un programa nacional de vacunación masivo. El trabajo de Eddy era probar las vacunas de cinco compañías diferentes. Al probar las vacunas en 18 monos, ella y su equipo descubrieron que la vacuna inactivada fabricada por Cutter Laboratories contenía poliovirus vivo residual, lo que hacía  que los monos mostraran  síntomas similares a los de la poliomielitis y parálisis. Eddy informó sus hallazgos a William Workman, director del Laboratorio de Control de Productos Biológicos, pero sus hallazgos nunca fueron entregados al comité asesor de licencias de vacunas. Cutter Laboratories había presentado lotes de muestra de su vacuna contra la polio meses antes de que se concedieran las licencias. El hallazgo de Eddy de que tres de los seis lotes paralizaron monos y, por lo tanto, contenían virus de la poliomielitis vivos, apuntaba a un proceso de fabricación de vacunas defectuoso en Cutter Laboratories. 
El proceso defectuoso de fabricación de la vacuna produjo 120 000 dosis de vacuna antipoliomielítica que contenían virus vivos de la poliomielitis. De los niños que recibieron la vacuna, 40 000 desarrollaron poliomielitis abortiva (una forma de la enfermedad que no afecta al sistema nervioso central), 56 desarrollaron poliomielitis paralítica, y de estos, cinco niños murieron de poliomielitis. Las exposiciones provocaron una epidemia de poliomielitis en las familias y comunidades de los niños afectados, lo que resultó en 113 personas más paralizadas y 5 muertes. Dos días después de los primeros informes de parálisis, los NIH comenzaron a examinar el proceso de fabricación de Cutter. El 29 de abril de 1955, el director de los NIH, William Sebrell presidió una reunión para examinar los protocolos de fabricación de Cutter. Eddy también asistió a la reunión de un día y no produjo ninguna conclusión sobre lo que Cutter debería hacer de manera diferente en su proceso de fabricación.  El director asociado de NIH Leonard A. Scheele, también cirujano general del Servicio de Salud Pública, sabía que los NIH no podían obligar a Cutter Laboratories a retirar su vacuna contra la poliomielitis, porque la Ley de Control de Productos Biológicos solo proporcionaba al gobierno federal el poder para autorizar una vacuna. El 6 de mayo de 1955, Scheele anunció a la prensa que el programa nacional de vacunación contra la poliomielitis se pospondría hasta nuevo aviso. Como resultado, los fabricantes de vacunas retuvieron 3.9 millones de dosis de vacuna antipoliomielítica y la suspensión del programa de vacuna antipoliomielítica en los Estados Unidos fue seguida por una suspensión de campañas similares de vacunación antipoliomielítica en Gran Bretaña, Suecia, Alemania Occidental y Sudáfrica.  Entre 1955 y 1963, más de 98 millones de estadounidenses estuvieron expuestos al mortal virus de la poliomielitis. Poco después de que ocurriera el incidente de The Cutter, los investigadores federales descubrieron y revelaron al público que la vacuna no causaba tumores cancerosos en humanos. El incidente de Cutter fue uno de los peores desastres farmacéuticos en la historia de los Estados Unidos y expuso a varios miles de niños al virus de la poliomielitis vivo tras la vacunación. El director del instituto de microbiología perdió su trabajo. La secretaria de Salud, Educación y Bienestar Social, Oveta Culp Hobby, dimitió. Sebrell, director de los NIH, dimitió.